# Калмар (лен)
Вижте пояснителната страница за други значения на Калмар.
Лен Калмар (на шведски: Kalmar län) е лен в южна Швеция. Граничи на север с лен Йостерйотланд, на запад с лените Йоншьопинг и Крунубери, на юг с лен Блекинге, а на изток с Балтийско море. Административен център на лена е град Калмар.

## Общини в лен Калмар
В рамките на административното си устройсто, лен Калмар се разеделя на 12 общини със съответно население към 31 декември 2013 :
| Борихолм Вестервик Вимербю Емабуда Калмар Мьонстерос Мьорбюлонга Нюбру Оскаршхамн Туршос Хултсфред Хьогсбю Карта на лен Калмар с означение на общините | - Борихолм (Borgholm) с население 10 619 души; - Вестервик (Västervik) с население 35 867 души; - Вимербю (Vimmerby) с население 15 287 души; - Емабуда (Emmaboda) с население 8964 души; - Калмар (Kalmar) с население 63 887 души; - Мьонстерос (Mönsterås) с население 12 949 души; - Мьорбюлонга (Mörbylånga) с население 14 368 души; - Нюбру (Nybro) с население 19 489 души; - Оскаршхамн (Oskarshamn) с население 26 212 души; - Туршос (Torsås) с население 6879 души; - Хултсфред (Hultsfred) с население 13 635 души; - Хьогсбю (Högsby) с население 5718 души; |